# Mississippis flag
Mississippis flag var tidligere delt i blåt over hvidt over rødt og havde en kanton bestående af det såkaldte sydstatskors. Flaget blev indført 7. februar 1894 og afskaffet i juni 2020. Det er i størrelsesforholdet 2:3.
Mississippis flag kombinerer elementer fra to af flagene som blev benyttet af Amerikas Konfødererede Stater. Stribearrangementet med kantonen minder om konføderationens første nationalflag, med undtagelse af at øverste stribe i Mississippis flag er blå og at kantonen har andet motiv. Kantonen er i sig selv en gengivelse af motiver som blev ført i sydstaternes arméfaner og i orlogsgøsen, det som for eftertiden er blevet stående som symbol for oprørsstaterne i konføderationen. Mississippis flag blev til efter en idé af senator E.N. Scudder.

## Flagforslag til folkeafstemning
Brugen af sydstatssymboler, da i særdeleshed sydstatskorset, har været omgivet af politisk strid. Inkorporeringen af disse symboler i officielle sammenhænge som delstatsflag har været kritiseret og der har været lanceret kampagner fra borgerrettighedsgrupper og liberale for at få Mississippis delstatsflag ændret. I 2001 blev der udarbejdet forslag til nyt flag for Mississippi hvor sydstatsflaget var taget bort til fordel for en blå kanton med hvidt stjernearrangement. Forslaget blev fremlagt for folkeafstemning, da med det eksisterende delstatsflag som alternativ. Ved afstemningen 17. april 2001 blev der flertal på 65 procent for det eksisterende flag, mens forslaget til nyt flag fik 35 procent. Dette genspejler nogenlunde fordelingen mellem hvide og sorte i delstaten. Andelen af hvide indbyggere i Mississippi er omkring 60 procent, mens afro-amerikanere udgør omkring 40 procent af delstatens befolkning. Udfaldet af folkeafstemningen førte til at Mississippi fortsatte med at benytte sit flag med sydstatskorset. Fra 1956 førte også delstaten Georgia sydstatskorset i sit flag, og efter at dette blev ændret i 2001 var Mississippi frem til afskaffelsen i 2020 den eneste delstat hvor sydstatskorset var en del af delstatsflaget.

## Tidligere flag
Mississippis første flag blev indført 26. januar 1861 og bestod af en hvid dug med et magnolietræ i midten, en blå kanton med hvid stjerne, og et rødt vertikalt felt i flagets ydre ende. Flaget gik ud af brug da Mississippi blev en del af Amerikas Konfødererede Stater.